# Ewa Stankiewicz
Ewa Stankiewicz, właśc. Ewa Elżbieta Stankiewicz-Jørgensen (ur. 6 czerwca 1967 we Wrocławiu) – polska reżyserka, scenarzystka filmowa i dziennikarka.

## Życiorys
Ukończyła studia na kierunku polonistyka w Instytucie Filologii Polskiej Uniwersytetu Wrocławskiego oraz reżyserię w Państwowej Wyższej Szkole Filmowej w Łodzi. W czasie studiów pracowała jako stewardesa w liniach lotniczych Delta Air Lines. Autorka nagradzanych reportaży telewizyjnych i radiowych. Film Dotknij mnie, wyreżyserowany wraz z Anną Jadowską i zrealizowany na podstawie napisanego wspólnie scenariusza, uzyskał w 2003 nagrodę główną w Konkursie Polskiego Filmu Niezależnego na 28. Festiwalu Polskich Filmów Fabularnych w Gdyni. W 2008 za film Trzech kumpli, zrealizowany wraz z Anną Ferens, Ewa Stankiewicz otrzymała m.in. Nagrodę Główną Wolności Słowa Stowarzyszenia Dziennikarzy Polskich.
Założycielka i prezes Fundacji „Dobrze że jesteś”, pomagającej osobom ciężko chorym i umierającym, oraz prezes Stowarzyszenia Solidarni 2010. Została także wiceprezesem Stowarzyszenia Twórców dla Rzeczypospolitej. Publikuje m.in. w „Rzeczpospolitej” i „Gazecie Polskiej Codziennie”. Od 2013 dyrektor artystyczny stacji Telewizja Republika.
W połowie 2015 ukazała się książka autorstwa Ewy Stankiewicz pt. Matrix III Rzeczypospolitej. Pozory wolności. Jesienią tego samego roku została wykładowcą w Wyższej Szkole Kultury Społecznej i Medialnej w Toruniu.
W czerwcu 2025, za wybitne osiągnięcia w podejmowanej z pożytkiem dla kraju działalności zawodowej i społecznej, za zasługi dla wolnej Polski, została odznaczona przez prezydenta RP Andrzeja Dudę Krzyżem Kawalerskim Orderu Odrodzenia Polski. 

## Życie prywatne
30 maja 2015 wyszła za mąż za Duńczyka Glenna A. Jørgensena.

## Filmografia
- Dywizja marketing, z Grzegorzem Siedleckim (1997)
- Głupie zagadki (2000)
- Tramwajowi ludzie (2000)
- Znajomi z widzenia (2001)
- Panienka z okienka (2001)
- Dotknij mnie, z Anną Jadowską (2003)
- Za nieprzypadkowych ludzi (2004)
- Trzech kumpli, z Anną Ferens (2008)
- Nie opuszczaj mnie (2009)
- Cena wolności w Polsce – cykl reklam społecznych (2009)
- Solidarni 2010, z Janem Pospieszalskim (2010)
- Ćwiczenia na wyobraźnię, z Janem Pospieszalskim – cykl krótkich filmików Wolność i Solidarność 30 lat później (2010)
- Krzyż. Solidarni 2010 część druga, z Janem Pospieszalskim (2011)
- Lista pasażerów, z Janem Pospieszalskim (2011)
- Dopóki żyję. Opowieść o Węgrzech, z Janem Pospieszalskim (2012)
- Stan zagrożenia (2020)[16][17]

## Nagrody
- Nagroda im. Jacka Maziarskiego, 2012[18]
- Nagroda główna na międzynarodowym festiwalu „RomaFictionFest” (Międzynarodowy Festiwal Produkcji Telewizyjnych w Rzymie) za film dokumentalny Trzech kumpli, 2009
- Nagroda im. Dariusza Fikusa w kategorii „Twórca w mediach” za Trzech kumpli, 2009
- Nagroda im. Andrzeja Woyciechowskiego za Trzech kumpli, 2008[19]
- Nagroda Główna Wolności Słowa Stowarzyszenia Dziennikarzy Polskich za Trzech kumpli, 2008
- Nagroda specjalna jury Festiwalu Filmu Polskiego w Chicago za Trzech kumpli, 2008[20]
- Nagroda publiczności Festiwalu Filmu Polskiego w Ann Arbor za Trzech kumpli, 2008[21]
- Laureatka (wraz z Anną Ferens) Studenckich Nagród Dziennikarskich MediaTory 2008, w kategorii DetonaTOR – dla autora najgłośniejszego i najbardziej spektakularnego materiału za Trzech kumpli
- Grand Prix – Nagroda Dziennikarzy – za Trzech kumpli, Kraków 2008
- Nagroda w kategorii Publicystyka TV za Trzech kumpli, Kraków 2008
- Za nieprzypadkowych ludzi, nagroda na Munich International Festival of Film Schools 2006
- Dotknij mnie: Brązowy Zamek na Off Cinema Poznań 2003, Złota Kaczka 2004, Dolnośląski Brylant Roku 2004
- Grand Prix w Konkursie Filmów Niezależnych za film fabularny Dotknij mnie na Festiwalu Polskich Filmów Fabularnych w Gdyni 2003
- Nagroda Główna za film fabularny Dotknij mnie na Slamdance Film Festival (Edycja Polska) 2003
- Dywizja Marketing, wyróżnienie na Festiwalu Filmów Krótkometrażowych w Krakowie 1997
- Nagroda Stowarzyszenia Dziennikarzy Polskich za reportaż radiowy Rondo alla polacca
- I Nagroda w konkursie Stowarzyszenia Radia Publicznego za 2 reportaże radiowe Przypowieść o życiu i śmierci oraz Bankiet
- II Nagroda na Międzynarodowym Festiwalu Sztuk Radiowych „Macrophon” za reportaż Panu na razie dziękujemy
- Wyróżnienie w konkursie Polska i Świat za reportaż Przechadzka po bożym świecie

Pokazy
Berlinale – Young Cinema International Forum – film Dotknij mnie wyreżyserowany z Anną Jadowską był pokazywany w sekcji Forum festiwalu Berlinale w 2004 r.